# Гореловский путепровод
Горе́ловский путепрово́д — путепровод в Красносельском районе Санкт-Петербурга. Переброшен через Гатчинскую железную дорогу в створе Красносельского шоссе и проспекта Ленина.
Путепровод построен в 1949 году. Подрядчиком выступало управление строительства № 17 Главного управления шоссейных дорог Министерства внутренних дел СССР. Путепровод имеет три пролёта, собран из железобетона. Прежде имел две полосы движения и два консольных тротуара.
30 марта 2012 года Гореловский путепровод осматривали специалисты ГУП «Мостотрест», подведомственного комитету по развитию транспортной инфраструктуры, признали состояние тротуара аварийным, а проход людей по нему закрыли. Мостотрест направил обращения в ГИБДД и ОАО «РЖД» с просьбой согласовать ограничения движения на путепроводе и предоставить технологические «окна» в движении поездов для демонтажа консоли. А вечером 5 апреля 2012 года один из тротуаров рухнул на рельсы. Движение поездов было остановлено. К середине 6 апреля нависшие фрагменты демонтировали, а 10 апреля был завершен полный демонтаж всех тротуаров. Причиной ЧП стал строительный брак 1949 года, а именно недостаточное армирование тротуарной консоли.
В дальнейшем тротуары были созданы за счет сужения проезжей части с помощью пластиковых заграждений. В 2014 году через суд ОАО «РЖД» взыскало с ГУП «Мостотрест» (на его балансе находится путепровод) 5 млн рублей убытков в связи с обрушением.
Из-за аварийного состояния Гореловского путепровода и необходимости его расширения был разработан проект строительства здесь нового путепровода. Он будет иметь шесть полос движения с разделителем. Конструктивно будет представлять собой один сталежелезобетонный пролёт длиной 50 метров (старый путепровод имеет длину 76 метров). Строительство будет осуществляться без закрытия движения: сначала построят треть нового путепровода шириной девять метров (две полосы) рядом, а затем — две трети на месте существующего.
С обеих сторон путепровод получит по одной 24-метровой декоративной стеле с световыми изображениями гербов Красного Села и Горелова и сигнальными светильниками на вершине.
В сентябре 2018 года открыто движение по первой очереди нового путепровода.
В конце 2018 года полностью демонтировали старый путепровод и все опоры.
31 июня 2020 года была открыта для движения вторая очередь путепровода, а через месяц движение по обновлённому путепроводу было запущено в полном объёме.